# Vorgangsknoten-Netzplan
Ein Vorgangsknoten-Netzplan ist die Diagrammform für einen Netzplan, bei dem die einzelnen Vorgänge als Kästchen dargestellt werden, die mit wichtigen Kenndaten des Vorgangs (frühester Start, spätester Start, frühester und spätester Endzeitpunkt, freier Puffer, Gesamtpuffer, Vorgangsdauer, Vorgangsname) versehen sind. Die Vorgänge sind durch Pfeile verbunden, die logische Abhängigkeiten symbolisieren. Die häufig verwendete Bezeichnung PERT-Diagramm ist irreführend, da das originale PERT Ereignisknotennetzpläne verwendet.